# Joga na delovnem mestu

## Definicija
Joga je znanost o življenju, ki je pred več tisoč leti nastala v Indiji. Bistvo joge je samospoznavanje, saj se človekova resnična identiteta skriva v njegovi duši.  Obstaja veliko opredelitev joge. Jogo lahko opredelimo kot združitev individualne zavesti z univerzalno zavestjo; umiritev miselnih vrtincev; ravnodušnost, ravnotežje in harmonijo ter miren odnos do življenja in neprizadetosti nad vzponi in padci. Joga je natančna znanost, celovit praktičen sistem samorazvoja, pri katerem je um osredotočen navznoter. Vadba joge prinaša pozitivne učinke na razvoju telesa, uma ter duše. 

## Jogijski stili
Obstaja veliko različnih oblik joge, ki naj bi ustrezale posameznikovi osebnosti in potrebam. Jogijskim stilom je skupno, da so sestavljeni iz: telesnih položajev ali asane (krepijo zdrav in močan sistem), dihalnih tehnik ali pranayame (pomenijo znanost nadzorovanega dihanja), drže ali mudre (posebni položaji telesa in udov), telesnih energetskih zapor ali bande (z njim nadziramo prekinemo pretok krvi in energije v določenih delih telesa) ter meditacije, razlika pa je, da imajo različni stili joge različne poudarke. 
Vinyasa stil vključuje serijo položajev, ki so usklajene z dihanjem za intenzivno telesno in mentalno vadbo. Sem spada Ashtanga vinyasa joga, za katero je značilno dinamično izvajanje položajev. Vsak gib je potrebno izvajati s posebnim dihanjem in določenimi točkami, v katere se vadeči zagleda (prsti na nogah, konica nosu itd.).
Začetnik Iyengar joge je Iyengar, ki je močno vplival s svojimi podrobnimi navodili in sistematičnim vodenjem asan, z raziskavami o terapevtskih učinkih. Bolj podrobno se je ukvarjal z vplivom pravilnega položaja na vsak del telesa. Značilnost Iynegar joge je poglobljena usmeritev v subtilnost in pravilno izvedbo vsakega položaja. Uporaba pripomočkov pomaga vadečim, da se v položajih ne poškodujejo, oziroma da lahko tisti s poškodbami ali fizičnimi omejitvami vadbo vseeno izvajajo. 
Vini joga je sestavljena iz asan, ki so prilagojene potrebam in omejitvam učencev, a na drugi strani vseeno razvijajo njihove sposobnosti. Pomembnost diha je izpostavljena z željo po notranjem miru. Prepevanje vedenjskih besedil naj bi pomagalo učencem v položaju ohranjati osredotočenosti. Vsak posameznik se lahko osredotoči na to, v kar verjame, oziroma kar mu je najbližje, saj se ne sklicuje na nobeno religijo.
Cilj Sivananda joge je najti odgovor na vprašanje Kdo sem?. Sistem sloni na petih pomembnih principih: vadba (asane), dihanje (dihalne vaje), prehrana, pravilna sprostitev in pozitivno mišljenje ter meditacija.
Cilj Integralne joge pa je pomagati ljudem vključiti jogo v vsakdanje življenje in odnose, z namenom ustvariti več miru in strpnosti po svetu. Poleg klasičnih telesnih položajev vadba vključuje tudi vodeno sprostitev, dihalne vaje, vibriranje zvoka (ponavljanje manter) in meditacijo.
Hatha joga ustreza tistim iskalcem, ki so ujeti ali navezani na svoje telo. Vadba naj bi pripomogla k umirjenosti in osredotočenosti uma.

## Razlika med jogo in ostalimi telesnimi aktivnosti
Pri vadbi asan gre predvsem za počasno in nenasilno raztezanje mišic, kar pripomore k temu, da mišico kasneje lahko še močneje skrčimo. Takšna vadba z raztezanjem in krčenjem pa spodbudi tudi krvni obtok. Pri jogi deluje bolj parasimpatično živčevje, gre za počasno dinamično gibanje ali vzdrževanje položajev, preoblikovanje mišičnega tonusa brez povečane mišične napetosti, nadzorovano dihanje. Pozornost med vadbo je usmerjena navznoter. Med vadbo se počutimo sproščene in polne energije.
Sodobne oblike joge lahko razdelimo v grobem na položajne in meditacijske. Nekatere oblike pa so mešanica obeh. Pri položajni jogi se osredotočamo na vadbo asan, pri meditacijskih oblikah joge pa sta poudarjeni duhovnost in meditacija. Vadbo asan pri položajnih oblikah joge lahko delimo na statično in dimamično. Statična vadba asan je bolj umirjena oblika položajne joge, kjer se določen telesni položaj zadrži več minut (hatha). Za dinamično vadbo asan so značilni večja intenzivnost, tekoče zaporedje asan, hitre menjave položajev in posebni prehodi med asanami.

## Joga na delovnem mestu
Vadba joge močno vpliva na delo posameznika na delovnem mestu. Veliko raziskovalcev je zanimalo, kako joga in meditacija vplivata na fiziološke in psihološke vidike stresa na delovnem mestu, na produktivnosti, osredotočenosti itd. 

### Programi
V raziskavah raziskovalci uporabljajo različne programe joge, ki so prilagojene delovnim okoljem. Zaposleni lahko jogo vadijo tudi sedeče na svojem stolu. Avtorji Melville, Chang, Colagiuri, Marshall in Cheema  so v svoji raziskavi uporabili 15 minutno vadbo joge, ki so jo zaposleni izvajali sedeče na svojem stolu. Pri vsakem položaju pa so zaposleni naredili šest globokih vdihov (vdih in izdih), ki so trajali približno 30-60 sekund. V programu je bil vključen tudi položaj za sproščanje, ki so ga naredili tako, da so zaprli oči in so globoko dihali. Avtorji Hartfiel, Burton, Rycroft-Malone, Clarke, Havenhand, Khalsa in Edwards, ki so izhajali iz predpostavke, da sta stres in bolečine v hrbtu dva ključna dejavnika, ki vodita do bolniških odsotnosti na delovnem mestu, ter da zmanjšujeta kakovost opravljanega dela, so v svoji raziskavi uporabili program, ki je potekal 8 tednov. Zaposleni so na osnovi posnetka doma vadili jogo 50 minut vsak teden. Program je bil sestavljen iz vaj za ogrevanje telesa (10minut), energijske vadbe oziroma zaporedje 12 premikov (15 minut), drže – mačka in kobra (15 minut) ter na koncu sprostitev (10 minut) (na primer: dihalne tehnike, vizualizacija), s tem naj bi aktivirali parasimpatičnega sistema, da bi dosegli večjo fizično in čustveno ravnovesje.
Pozitivne rezultate so dobili tudi avtorji, ki so v svoji raziskavi uporabili 12-tedenski (12 ur) program vini joge, ki je bil sestavljen iz tehnik za obvladovanje stresa kot so asane, tehnike dihanja, vodena sprostitev, mentalne tehnike ter izobraževanje za domačo vadbo.

### Učinke joge
Raziskave so pokazale, da joga pomaga pri zaznavi stresa  ter pri obvladovanju stresa na delovnem mestu. Dihanje je počasnejše pri tistimi posamezniki, ki vadijo jogo. Joga pomaga tudi pri zmanjševanju bolečin v hrbtu, zmanjševanju občutkov žalosti in sovraštva. Prav tako poveča samozavest, pozornost in pozitivno počutje. Vadba joge izboljša tudi kakovosti spanja. 
Joga je prepoznavna kot močan ukrep za obvladovanje stresa, spodbujanje premika od simpatičnega do parasimpatičnega sistema (aktivacija parasimpatičnega sistema). Dolgo je prepoznavna kot pot do boljše pripravljenosti in umirjenosti uma, dokazano je tudi, da spodbuja dobrega počutja, občutek sproščenosti, da izboljša samozavest, učinkovitost, pozornost, da znižuje razdražljivost in spodbuja optimističen pogled na življenje. Anksioznost, stopnja dihanja, krvni tlak in srčni utrip se pri učencih, ki vadijo jogo in meditacijo, znižujejo.